# Гуньковський Олександр Олександрович
Гуньковський Олександр Олександрович (нар. 9 листопада 1969, Миколаїв, УРСР) — український режисер-мультиплікатор і сценарист.

## Біографічні відомості
Закінчив факультет дизайну Київського художньо-промислового технікума та курси художників-аніматорів на студії «Укранімафільм».
З 1990 р. працює на студії «Укранімафільм». Дебютував як режисер стрічкою «Made in Japan» (1993, Приз МКФ «Крок-93»).
У 1993—1994 і 2000 рр. — режисер кіностудії Укранімафільм. У 1996—1999 рр. — креативний директор українського представництва рекламного агентства «GREY». Пізніше — креативний продюсер і режисер київської анімаційної студії «PINK STAR A.S.». Автор численних анімаційних та ігрових рекламних фільмів.
Член Національної спілки кінематографістів України.

## Фільмографія
- «Made in Japan» (1993, режисер)
- «Напруга» (1994, режисер)
- «Коза-дереза» (1995, аніматор у співавт.)
- «Зерно» (2000, сценарист, режисер, аніматор (у співавт.), художник-постановник)
- «Все тече, все змінюється» (2002, сценарист, режисер, аніматор, художник-постановник, оператор, звукорежисер)
- «Ми вас любимо» (2002, сценарист, режисер, аніматор, художник-постановник, оператор) та ін.